# 새마음운동
새마음운동은 시대에 적응하는 새로운 가치윤리의 정립을 위한 정신수양 운동이다. 1977년 여성단체인 '구국여성봉사단'이 주동이 되어 시작한 이 운동은 국민의 정신적 체질개선을 위한 계몽단계에 머물러 있는 상태이다. 그러나, 짧은 기간내의 급속한 경제성장이 몰고온 부(富)의 편재, 도시와 농촌의 격차 확대, 급변하는 정세에 따른 새로운 가치윤리의 결여 등에 의한 정신적 황폐를 개선하기 위한 정신운동은 어떠한 형태로든 필요한 시점에 놓여 있다.